# IC 777
IC 777 — галактика типу SBab у сузір'ї Волосся Вероніки.
Цей об'єкт міститься в оригінальній редакції індексного каталогу.